# 宮本身分帳事件
宮本身分帳事件（みやもとみぶんちょうじけん）とは、1974年に現職裁判官が部外秘の受刑者個人記録（身分帳）を閲覧し、公務員職権濫用罪に問われた事件。

## 概説
東京地裁八王子支部判事補であった鬼頭史郎が1974年7月24日に網走刑務所を訪れ、治安関係事件を研究している、司法研究というものがある等と述べて、所長の許可を得て宮本顕治日本共産党委員長の身分帳簿を閲覧・写真撮影し、一部の写しを入手した。宮本は日本共産党スパイ査問事件によって1945年6月から10月まで網走刑務所で服役していた。
このことは1976年秋に発覚し、10月22日からは衆・参両院の「ロッキード問題に関する調査特別委員会」や法務委員会で追及された。12月3日、作家の山田清三郎ら4人の一般市民が、公務員職権濫用罪で東京地方検察庁特別捜査部に告発した（裁判官は特別職であり、裁判所法には裁判官の守秘義務違反に関する刑事罰規定はない）。「裁判官が刑務所長に身分帳簿の閲覧等を要求する行為が裁判官の職務権限にあたるか否か」が争点となり、東京地検特捜部は職権乱用罪を成立させるだけの証拠がないなどとして1977年3月18日に不起訴処分にした。告発人が検察審査会に審査を申し立てるとともに付審判請求をしたところ、5月6日に東京地方裁判所は請求を棄却、7月19日東京第二検察審査会も不起訴相当の議決をした。告発人は抗告し、7月26日に東京高等裁判所は請求を認める付審判決定をした。鬼頭は特別抗告を申し立てたものの、8月25日に最高裁判所はこれを棄却し、刑事訴訟となった。なお、鬼頭は事件で札幌に出張した際に、網走刑務所を訪れたとされるが、出張中の私的旅行は「官吏は許可なくして職務を離れ、職務上居住の地を離れることを得ず」と規定した官吏服務紀律（明治20年勅令）に違反していると指摘された。
1978年4月28日に東京地裁は判決で鬼頭を無罪としたが、控訴され、1979年12月26日に東京高裁は破棄して差し戻し、1982年1月28日に最高裁も高裁判決を支持した。1983年2月28日の。東京地裁における差戻し一審で懲役10月・執行猶予2年の有罪判決が出て、1987年12月21日に最高裁で有罪が確定した。

## 日本共産党攻撃とのかかわり
月刊誌『文藝春秋』1976年新年号より立花隆の『日本共産党の研究』の連載が始まり、宮本顕治に関係する日本共産党スパイ査問事件が取り上げられた。同誌3月号には、鬼頭の提供した、宮本の出獄直前の1945年10月に書かれた「刑執行停止上申書」と「診断書」が掲載され、国会や論壇で激しい論争を巻き起こすこととなった。